# Poloautomatický blok
Poloautomatický blok (poloautoblok) je traťové zabezpečovací zařízení druhé kategorie. Slouží k zabezpečení jízd vlaků mezi dopravnami s kolejovým rozvětvením (zejména stanicemi). Na rozdíl od telefonického dorozumívání není tolik závislý na lidském faktoru, 2. kategorie podmiňuje realizaci rizikových pokynů technickou součinností obsluhujícího zaměstnance a zabezpečovacího zařízení. 

## Technické řešení poloautomatického bloku
Podle technického provedení můžeme poloautobloky rozdělit na hradlové a reléové:
- Hradlový poloautomatický blok (HPB) je elektromechanické zabezpečovací zařízení, založené na vzájemné vazbě hradlových závěrů.

- Reléový poloautomatický blok (RPB) je reléové zabezpečovací zařízení. Jeho bezpečné závislosti jsou prováděny zejména prostřednictvím relé.

## Jízda následných vlaků
Za prvním vlakem může jet druhý vlak až poté, co přijde zpráva o uvolnění trati (resp. traťového oddílu) předchozím vlakem stejného směru – odhláška. Odhlášku zprostředkovává poloautoblok, její udělení je technicky vázáno na obsazení a následné uvolnění prvku zabezpečovacího zařízení (nejčastěji izolované kolejnice) v přední dopravně a zajištění návěstidla, které bezprostředně dovolovalo jízdu přes tento prvek, v poloze s návěstí Stůj. 

### Hradlový poloautomatický blok
Hradlový poloautomatický blok zprostředkovává závislosti mezi jednotlivými dopravnami pomocí hradlových závěrů. Ve stanici jde o hradlové závěry počáteční traťové hradlo pro blokování odjezdových návěstidel vlastní dopravny a koncové traťové hradlo pro udělení odhlášky. V hradle se jedná o závěry mezilehlé traťové hradlo pro udělení odhlášky a blokování vlastního oddílového návěstidla a hradlová zarážka pro zřízení závislosti projetí izolované kolejnice do HPB. Tyto hradlové závěry jsou na společném dvojitém hradlovém tlačítku.

### Reléový poloautomatický blok
Před postavením vlakové cesty pro odjíždějící vlak svítí indikace volnost trati bílým světlem. Při stavění odjezdové cesty tato indikace zhasne. Vlak odjede na návěst "Volno" (zelené světlo), či jeho ekvivalent v závislosti na trase postavené vlakové cesty. Při vjezdu do sousední stanice (po obsazení a následném uvolnění izolované kolejnice) se na závislém stavědle rozsvítí indikace v tlačítku udělení odhlášky.  Výpravčí po zjištění, že vlak vjel celý, a po zablokování vjezdového návěstidla v poloze Stůj vytáhne tlačítko udělení odhlášky. Tím obnoví volnost trati.

## Traťový souhlas
Poloautomatický blok dovoluje vypravit na trať vlak jen ze stanice, která má přijat traťový souhlas. Před jízdou vlaku v opačném směru, než je souhlas udělen, musí být změněn směr traťového souhlasu.

### Hradlový poloautomatický blok
U hradlového poloautomatického bloku je traťový souhlas trvale udělen. Traťový souhlas je realizován pomocí hradlových závěrů na střídavý proud. Stanice, která má udělen traťový souhlas, může vypravovat vlaky tak dlouho, dokud obsloužením hradlového závěru Traťový souhlas nepředá traťový souhlas sousední dopravně.

### Reléový poloautomatický blok starších typů
U reléového poloautomatického bloku starších typů (před RPB-88) je traťový souhlas s bezsouhlasovým stavem. V základním stavu je traťový souhlas neudělen a vlaky nemohou jezdit v žádném směru. Svítí pouze indikace volnost trati. Pokud je RPB v bezsouhlasovém stavu, může být udělen traťový souhlas. To se provede tak, že výpravčí stanice, který přijal předvídaný odjezd, stlačí tlačítko traťový souhlas. Kontrolka udělení souhlasu se rozsvítí červeně; ve stanici, která dala předvídaný odjezd, se zeleně rozsvítí kontrolka příjem souhlasu. Nyní může tato stanice vypravovat vlaky. Traťový souhlas není zrušen při uvolnění tratě. Pokud je třeba změnit směr dopravy, výpravčí, který souhlas udělil, povytáhne tlačítko traťový souhlas a uvede zařízení do bezsouhlasového stavu. Výpravčí druhé stanice udělí traťový souhlas výše popsaným způsobem. Nyní je traťový souhlas otočen.
V případě nemožného dorozumění, ale správné funkce RPB je možno provozovat dopravu podle RPB. Předvídaný odjezd, který slouží jako pokyn k obrácení souhlasu, nemůže být dán. Pro signalizování nutnosti otočit souhlas výpravčí stanice, který souhlas udělil, třikrát po sobě zruší a udělí traťový souhlas a ponechá zařízení v bezsouhlasovém stavu.

### Reléový poloautomatický blok RPB-88
Poloautomatický blok vyvinutý ke konci osmdesátých let v rámci jednotné řady RPB-88, AH-88A (automatické hradlo), AB3-88 (trojznakový automatický blok) a AB4-88 (čtyřznakový automatický blok) má ovládání traťového souhlasu shodné se zařízeními 3. kategorie. Traťový souhlas v bezporuchovém stavu nemá bezsouhlasový stav a ten je v základním stavu udělen v přednostním směru. Změna směru traťového souhlasu se provede při svítící indikaci volnost tratě obsloužením tlačítka žádost o TS v dopravně, která nemá udělen traťový souhlas. Indikace volnost tratě se rozkmitá. V sousední stanici se rozkmitá červená indikace udělení souhlasu a rozezní zvonek. Výpravčí stanice, která je žádána o souhlas, stiskne tlačítko udělení souhlasu. Nyní dojde ke změně směru traťového souhlasu.

## Traťové oddíly
Mezistaniční úsek může být z důvodů zvýšení propustnosti trati rozdělen na traťové oddíly. Hranici traťových oddílů tvoří hradla s oddílovými návěstidly. Oddílová návěstidla u HPB mohou být i mechanická, u RPB byla oddílová návěstidla vždy světelná.

## Organizační opatření na tratích s poloautomatickým blokem
Výpravčí vlak nenabízí ani nepřijímá, dává pouze předvídaný odjezd. Aby mohl být vlak vypraven, musí být alespoň jeden prostorový oddíl volný, u obousměrně pojížděných kolejí musí být rovněž udělen traťový souhlas. 

### Jízda vlaku s nezavěšeným postrkem
- až do sousední stanice: Odhláška se dá nejdříve za vlakem a poté se dá odhláška poloautomatickým blokem.
- do kilometru, odkud se postrk vrací zpět – již zrušeno:
  - výpravčí má traťový klíč – výpravčí musí dát všechny potřebné informace do předvídaného odjezdu: Po příjezdu postrku zpět vrátí strojvedoucí výpravčímu traťový klíč. Výpravčí toto musí oznámit sousední stanici.
  - výpravčí nemá traťový klíč – výpravčí v předvídaném odjezdu oznámí, že postrk jede bez traťového klíče a tudíž se návěstidla mohou uzavřít až po oznámení, že se postrk vrátil. Výpravčí zavěsí varovný štítek na místo, které určuje staniční řád. Návěstidla se dávají do polohy „Stůj“, ale neuzavírají se a čeká se na oznámení od výpravčího, že se postrk vrátil: „Postrk 74 181 se vrátil do Ladné, uzavírejte postupně návěstidla, Pavelka.“

## Nasazení poloautomatických bloků v Česku
Od zavedení hradlového poloautomatického bloku na území dnešní České republiky na začátku 20. století byly poloautomatické bloky nasazovány na hlavní tratě jakožto nejmodernější prvek zabezpečení jízd vlaků na trati. Koncem padesátých let bylo upuštěno od výstavby poloautomatických bloků na hlavních tazích, avšak některé projekty souvislé instalace na důležitých tratích byly realizovány i později (např. Praha–Beroun). V druhé polovině dvacátého století byly poloautomatické bloky instalovány na tratě, kde nebylo potřeba velmi nákladných automatických bloků, ale byly zde velké nároky na bezpečnost. V sedmdesátých letech byla vyvíjena automatická hradla jako náhrada poloautomatických bloků zařízeními 3. kategorie., AH však používala kolejové obvody, a tak bylo jejich nasazení ekonomicky nevýhodné a pro delší vzdálenosti technicky téměř nemožné.[zdroj?]
V polovině devadesátých let došlo k prudkému vývoji technologie zjišťování volnosti pomocí počítačů náprav. To ekonomicky zpřístupnilo automatická hradla i na méně vytížené tratě. Instalace poloautomatického bloku již nebyla ekonomicky výhodným kompromisem mezi automatickým hradlem a telefonickým dorozumíváním a od jejich instalace se upustilo. Nová generace počítačů náprav zavedená kolem roku 2010 ještě dále posouvá možnosti počítačů náprav. V mnoha případech by reléový poloautoblok měl téměř stejné náklady jako automatické hradlo.[zdroj?]

### Projektování zabezpečovacích zařízení 1. a 2. kategorie
Zabezpečovací zařízení 1. a 2. kategorie již není přípustno projektovat. Výjimku tvoří rekonstrukce, které jsou na regionální dráze a nejsou zásadního rozsahu.[zdroj?]

### Současné rozšíření
Hradlové poloautomatické bloky jsou již v málo místech. Jediný souvislý úsek několika mezistaničních úseků je Praha-Radotín – Dobřichovice – Řevnice – Zadní Třebaň.[zdroj?]
Reléové poloautobloky jsou taktéž vzácné. RPB s hradlem jsou na síti Správy železnic pouze tři, všechna byla buď rekonstruována na RPB bez hradla, nebo byla nahrazena automatickým hradlem.[zdroj?]